# Tuerto de las Tenerías

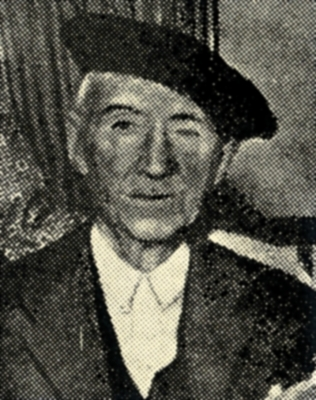
Mariano Malandía,
«el Tuerto de las Tenerías».

Mariano Malandía Tena, «el Tuerto de las Tenerías» (Zaragoza, 1847 - ibídem, 8 de abril de 1935) fue un cantador de jota aragonesa activo en el último tercio del siglo XIX, rival y amigo del también mítico Pedro Nadal y Auré, «el Royo del Rabal».

## Biografía
Nació en la calle Cereros del Barrio de San Pablo de Zaragoza. Huérfano, fue a vivir con sus tíos, que se dedicaban al campo, y en su juventud se trasladó a vivir en el de las Tenerías para más tarde dedicarse al oficio de tejedor. Tuvo trece hijos y fue muy popular, amigable, de buen carácter y de notable ingenio además de religioso devoto de la Virgen del Pilar.
Destacó en el cultivo de varios estilos de jota, como la «fiera», la «fematera», la «rabalera» y la «fanfarrona». Durante su actividad como cantador se estableció una sana rivalidad entre él y el Royo del Rabal. El año de 1878 dio un recital para Alfonso XII en Madrid.
Prodigó su arte ante grandes personajes de su época, como era habitual para obtener prestigio como cantador en una época en la que no había certámenes joteros. Tras su retirada como cantador en 1914, después de una actuación en el Teatro Pignatelli, se dedicó a tocar el requinto, uno de los instrumentos más característicos de la rondalla o agrupación musical primordialmente de cuerda pulsada que acompaña el canto de la jota.